# Красавино (Самотовинский сельсовет)
Красавино — деревня в Великоустюгском районе Вологодской области.
Входит в состав Самотовинского сельского поселения, с точки зрения административно-территориального деления — в Самотовинский сельсовет. До 2001 года была центром Луженгского сельсовета. Расположена к северу от автодороги А123.
Расстояние до районного центра Великого Устюга по автодороге — 40 км, до центра муниципального образования Новатора по прямой — 21 км. Ближайшие населённые пункты — Власово, Фалалеево, Большое Каликино.
По переписи 2002 года население — 49 человек (23 мужчины, 26 женщин). Всё население — русские.